# Municipio de Marble (Minnesota)
El municipio de Marble (en inglés: Marble Township) es un municipio ubicado en el condado de Lincoln en el estado estadounidense de Minnesota. En el año 2010 tenía una población de 161 habitantes y una densidad poblacional de 1,7 personas por km².

## Geografía
El municipio de Marble se encuentra ubicado en las coordenadas 44°35′18″N 96°16′50″O / 44.58833, -96.28056. Según la Oficina del Censo de los Estados Unidos, el municipio tiene una superficie total de 94.66 km², de la cual 94,4 km² corresponden a tierra firme y (0,27 %) 0,26 km² es agua.

## Demografía
Según el censo de 2010, había 161 personas residiendo en el municipio de Marble. La densidad de población era de 1,7 hab./km². De los 161 habitantes, el municipio de Marble estaba compuesto por el 98,76 % blancos, el 0,62 % eran asiáticos y el 0,62 % eran de una mezcla de razas. Del total de la población el 0 % eran hispanos o latinos de cualquier raza.